# Podział administracyjny Kościoła katolickiego w Niemczech

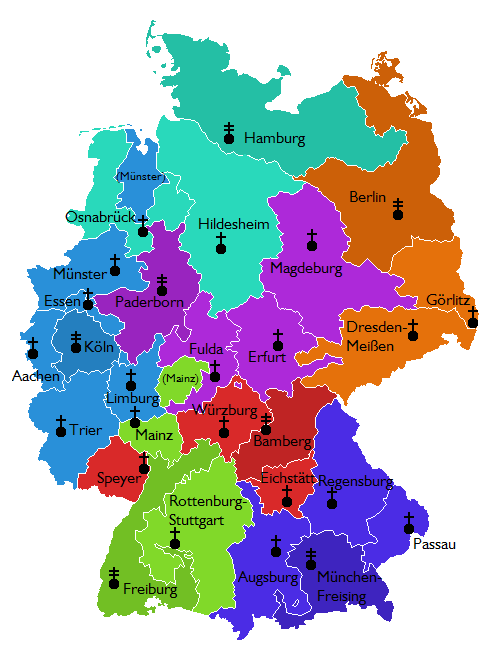
Podział administracyjny Kościoła katolickiego obrządku łacińskiego w Niemczech od 1995 r.

Podział administracyjny Kościoła katolickiego w Niemczech – w ramach Kościoła katolickiego w Niemczech odrębne struktury mają:
- Kościół katolicki obrządku łacińskiego (Kościół rzymskokatolicki)
- Katolickie Kościoły wschodnie:
  - Kościół katolicki obrządku bizantyjsko-ukraińskiego (Kościół greckokatolicki)

## Obrządek łaciński
W ramach obrządku łacińskiego funkcjonuje w Niemczech 7 metropolii, w skład których wchodzi 7 archidiecezji i 20 diecezji:

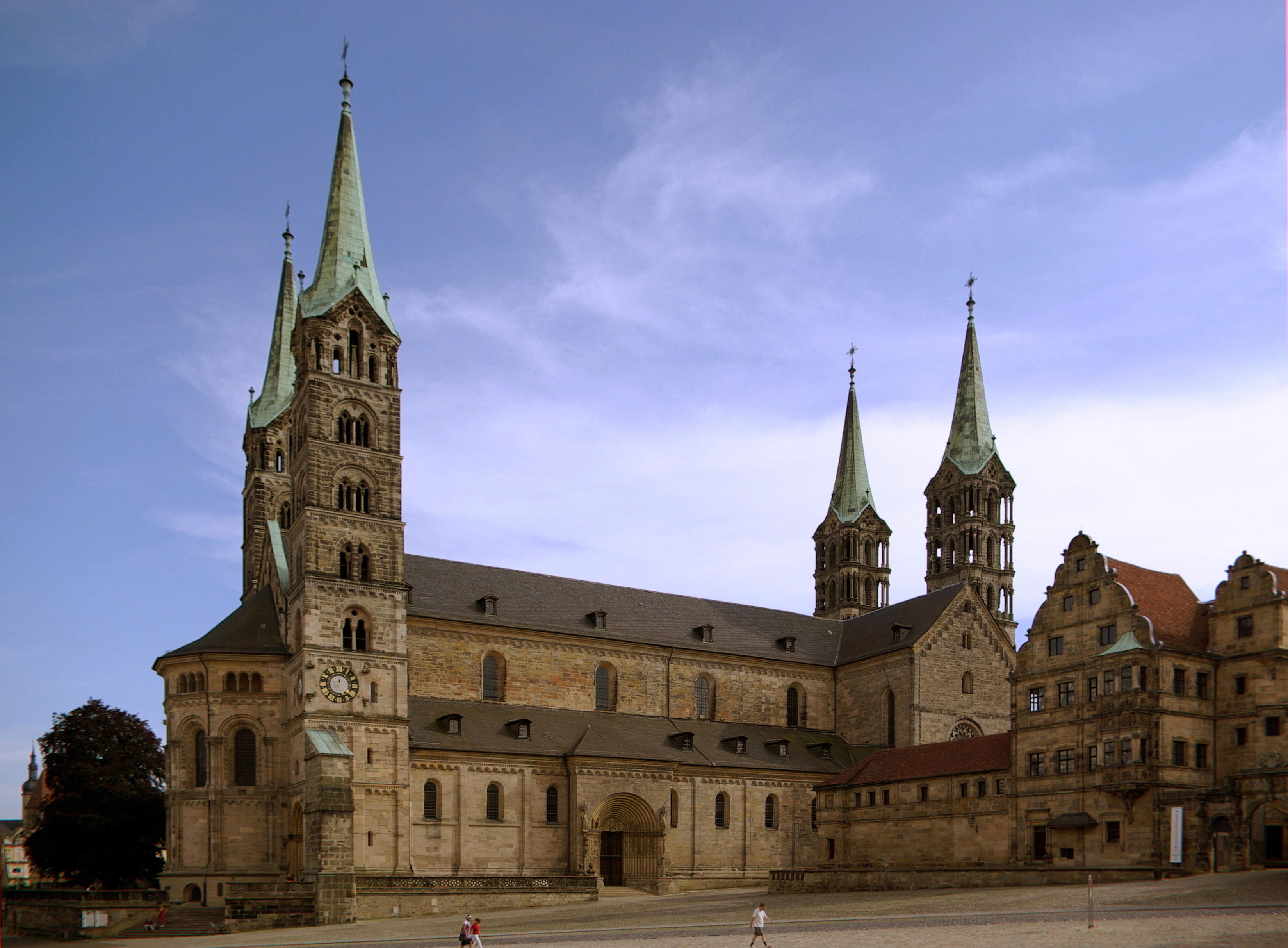
Archikatedra w Bambergu

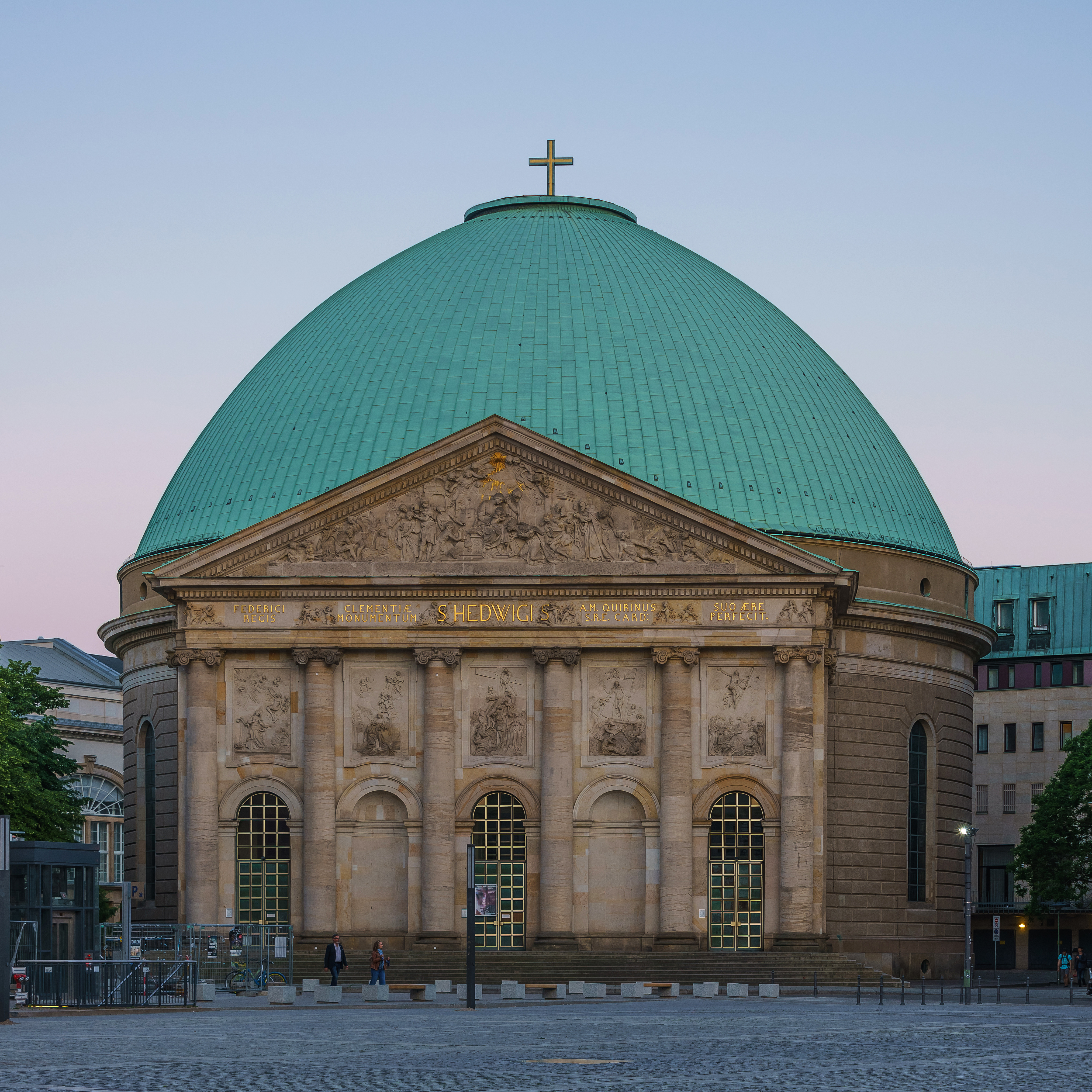
Archikatedra w Berlinie

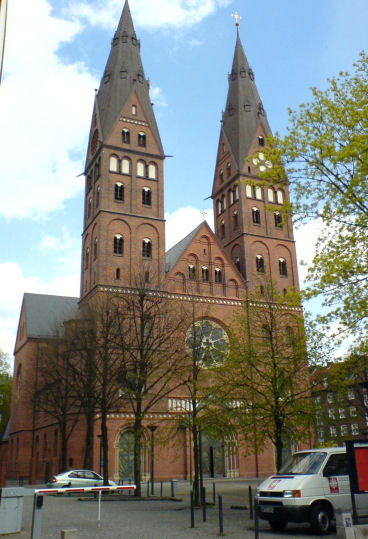
Archikatedra w Hamburgu

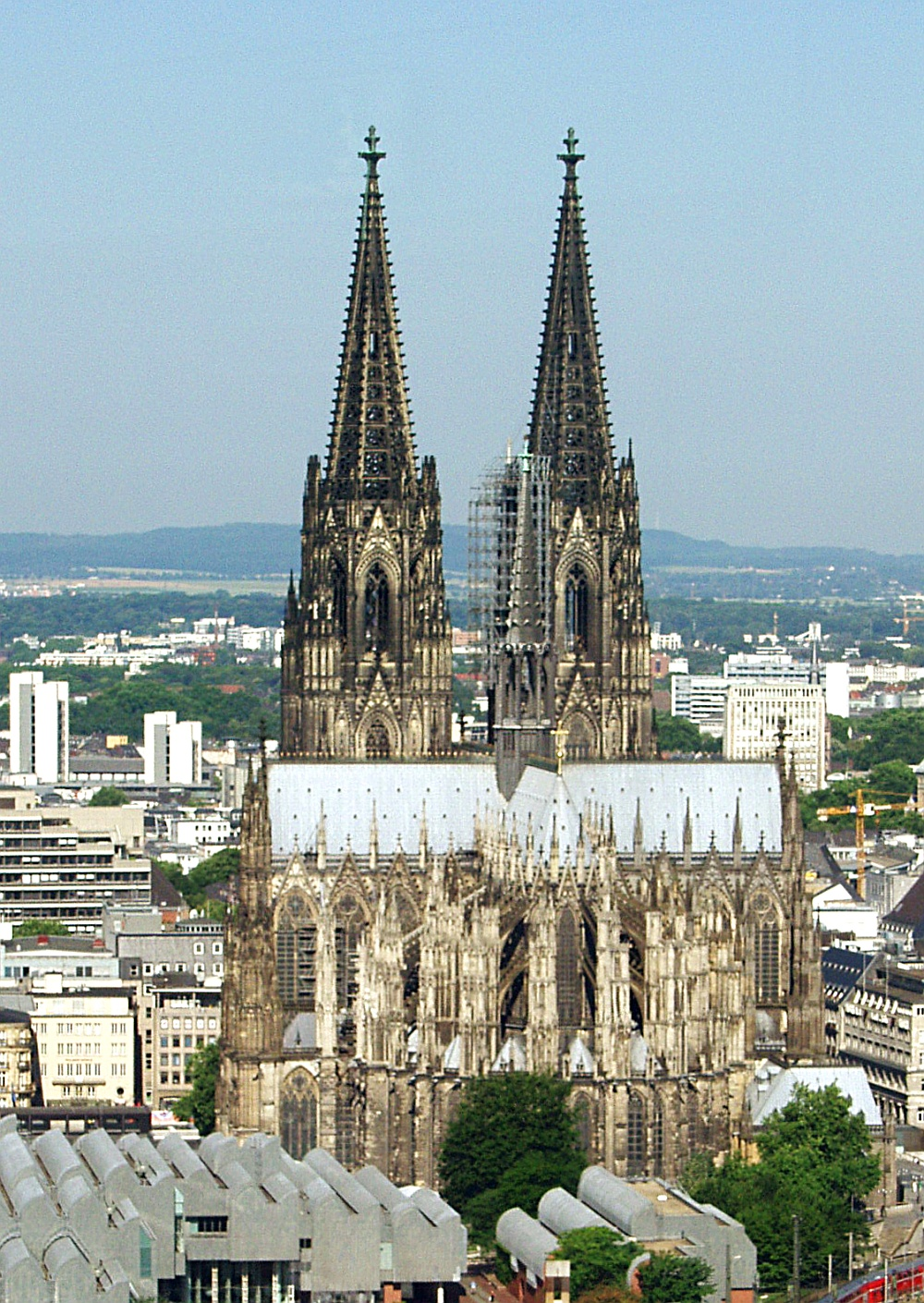
Archikatedra w Kolonii

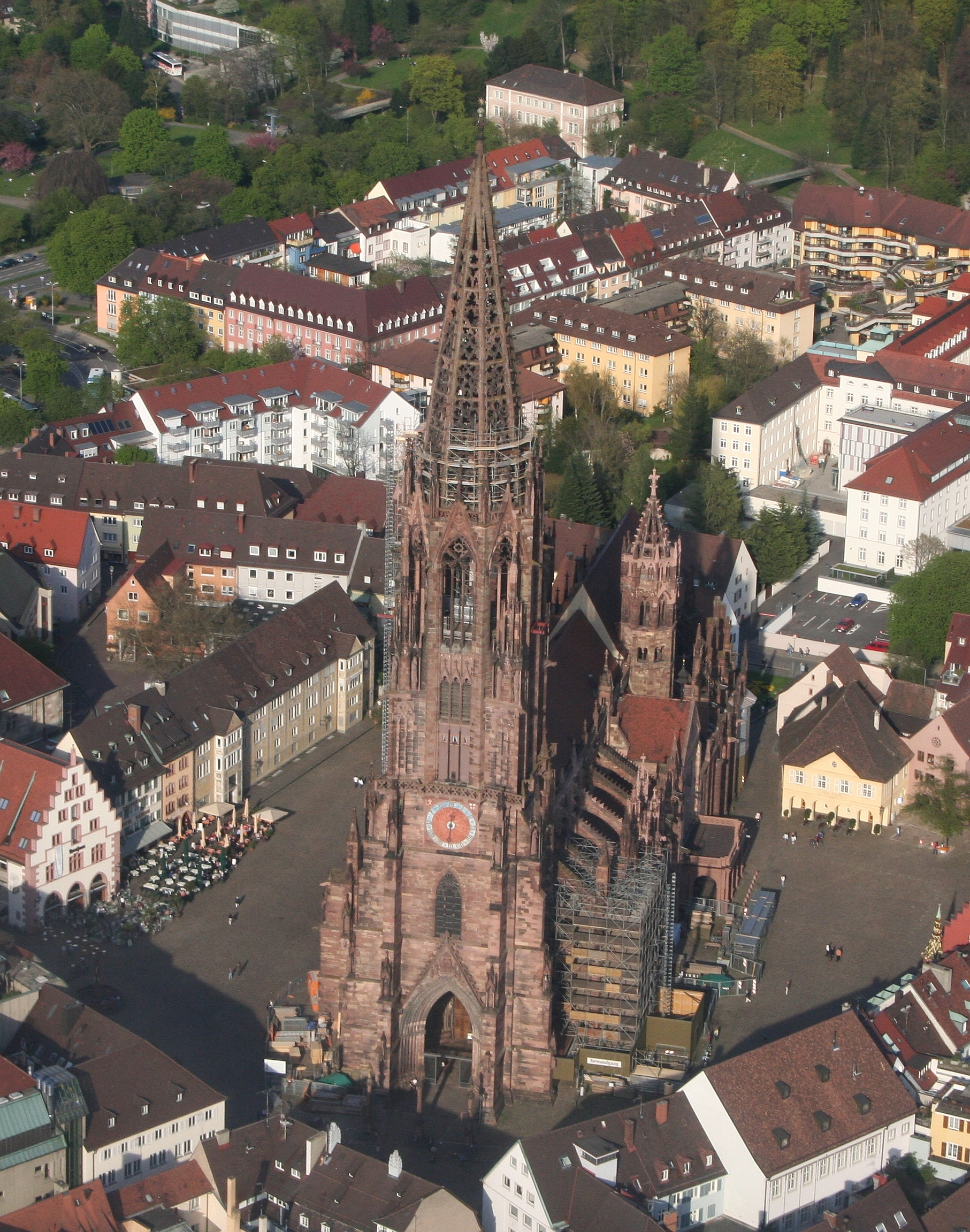
Archikatedra we Fryburgu

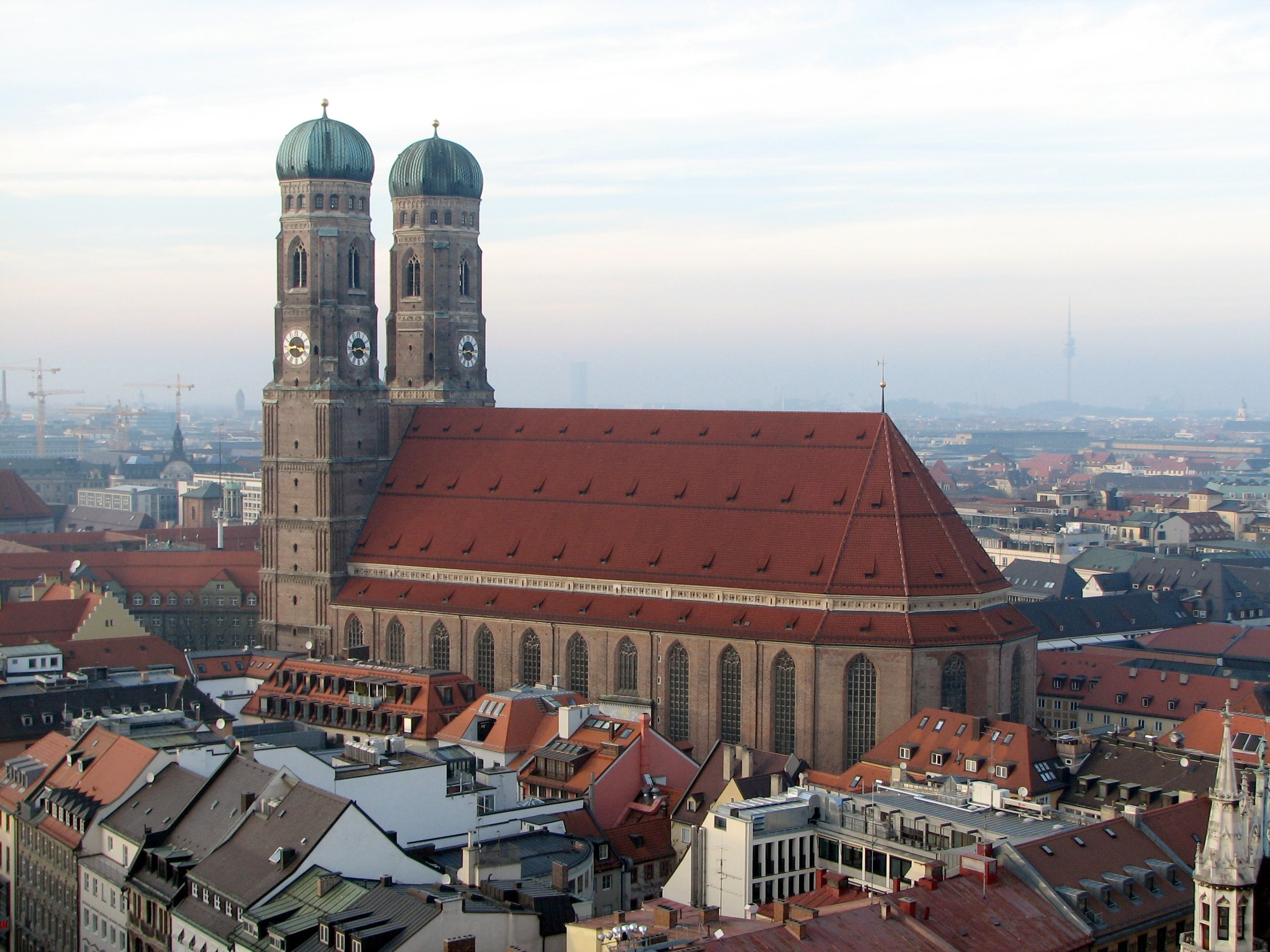
Archikatedra w Monachium

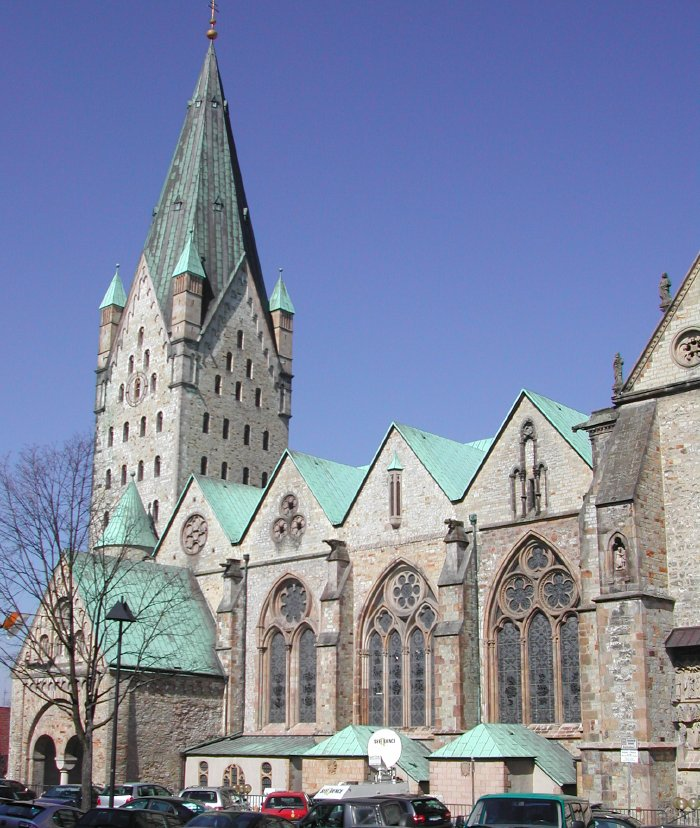
Archikatedra w Paderborn

### Metropolia Bambergu
- Archidiecezja Bambergu
  - Diecezja Eichstätt
  - Diecezja Spiry
  - Diecezja Würzburga

### Metropolia Berlina
- Archidiecezja Berlina
  - Diecezja Drezna-Miśni
  - Diecezja Görlitz

### Metropolia Fryburga Bryzgowijskiego
- Archidiecezja Fryburga Bryzgowijskiego
  - Diecezja Rottenburga-Stuttgartu
  - Diecezja Moguncji

### Metropolia Hamburga
- Archidiecezja Hamburga
  - Diecezja Hildesheim
  - Diecezja Osnabrücku

### Metropolia Kolonii
- Archidiecezja Kolonii
  - Diecezja Akwizgranu
  - Diecezja Essen
  - Diecezja Limburga
  - Diecezja Münsteru
  - Diecezja Trewiru

### Metropolia Monachium i Freising
- Archidiecezja Monachium i Freising
  - Diecezja Augsburga
  - Diecezja Pasawy
  - Diecezja Ratyzbony

### Metropolia Paderborn
- Archidiecezja Paderborn
  - Diecezja Erfurtu
  - Diecezja Fuldy
  - Diecezja Magdeburga

### Diecezje podległebezpośredniodoStolicy Apostolskiej
- Ordynariat polowy Niemiec

## Obrządek bizantyjsko-ukraiński
Jednostki administracyjne Kościoła katolickiego obrządku bizantyjsko-ukraińskiego w Niemczech:
- Egzarchat apostolski Niemiec i Skandynawii[1]